# Gräber der Könige von Juda
Die Gräber der Könige von Juda, bzw. der davidischen Dynastie, befanden sich der schriftlichen Überlieferung zufolge in Jerusalem. Ein Konsens über die Lokalisierung und archäologische Identifizierung der eisenzeitlichen Nekropole besteht nicht.

## Bücher der Könige (Bibel)
Meist wurde die Bestattung des Königs mit Varianten folgender Formel notiert: „Und x legte sich zu seinen Vätern und wurde begraben bei seinen Vätern in der Stadt Davids (בְּעִיר דָוּדִ).“ Man geht allgemein davon aus, dass es sich bei den Gräbern um regional übliche, im Felsen ausgehauene Grabkammern handelt (vgl.  2 Chr 16,14 ).
Für die Könige nach Ahas werden andere Begräbnisorte genannt. Das könnte daran liegen, dass der Südosthügel unter Hiskia in die Stadt Jerusalem einbezogen wurde und nun innerhalb der Stadtmauern lag. Beisetzungen innerhalb der Stadt wurden zu dieser Zeit womöglich unüblich. (Ez 43,7–9  kritisiert, dass sich die „Leichen der Könige“ in der Nähe des Tempels befanden.) Nadav Na’aman vertritt die Ansicht, dass die königliche Nekropole ursprünglich, wie im Alten Orient üblich, unterhalb des Palastes gelegen gewesen sei. Im 7. Jahrhundert hätten sich strengere Regeln bezüglich der Totenunreinheit durchgesetzt, weshalb man die Königsgräber nach außerhalb der Stadtmauern in den königlichen Garten im Kidrontal verlegt habe.
Die abweichenden Angaben im 2. Buch der Chronik lassen keine präziseren Kenntnisse erkennen, sondern folgen der Tendenz, negativ bewerteten Königen die ehrenvolle Bestattung im Erbbegräbnis der Davidsdynastie zu versagen.
Wo die Königsbücher das Alter bei Regierungsantritt zusätzlich zur Regierungszeit mitteilen, ist in folgender Übersicht das (im Blick auf damalige Lebenserwartung interessante) Lebensalter angegeben.
| Herrscher      | Lebensalter | Todesursache      | Begräbnis | Ergänzungen/Korrekturen des Chronisten |
| -------------- | ----------- | ----------------- | --- | --- |
| David          |             |                   | 1 Kön 2,10 | |
| Salomo         |             |                   | 1 Kön 11,43 | |
| Rehabeam       | 58          |                   | 1 Kön 14,31 | |
| Abija          |             |                   | 1 Kön 15,8 | |
| Asa            |             |                   | 1 Kön 15,24 | „Und man begrub ihn in seinem Grabe, das er sich in der Stadt Davids hatte aushauen lassen. Und sie legten ihn auf sein Lager, das man mit gutem Räucherwerk und allerlei kunstvoll zubereiteter Spezerei gefüllt hatte, und sie machten ihm zu Ehren einen sehr großen Brand.“ (2 Chr 16,14) |
| Joschafat      | 60          |                   | 1 Kön 22,51 | |
| Joram          | 40          |                   | 2 Kön 8,24 | „Und sie begruben ihn in der Stadt Davids, aber nicht in den Gräbern der Könige“. (2 Chr 21,20) |
| Ahasja         | 23          | Kampfverletzungen | „Und er floh nach Megiddo und starb dort. Und seine Knechte brachten ihn nach Jerusalem und begruben ihn in seinem Grabe bei seinen Vätern in der Stadt Davids“. (2 Kön 9,27–28) | |
| Joasch         | 47          | Mord              | 2 Kön 12,22 | „Und man begrub ihn in der Stadt Davids, aber nicht in den Gräbern der Könige“. (2 Chr 24,25) |
| Amazja         | 54          | Mord              | „Und sie brachten ihn (von Lachisch) auf Rossen, und er wurde begraben zu Jerusalem bei seinen Vätern in der Stadt Davids“. (2 Kön 14,20)                                        | |
| Asarja (Usija) | 68          | Aussatz           | 2 Kön 15,7 | „Und sie begruben ihn bei seinen Vätern auf dem Felde neben der Grabstätte der Könige; denn sie sprachen: Er ist aussätzig.“ (2 Chr 26,23) |
| Jotam          | 41          |                   | 2 Kön 15,38 | |
| Ahas           | 36          |                   | 2 Kön 16,20 | „Und sie begruben ihn in der Stadt, in Jerusalem; denn sie brachten ihn nicht in die Gräber der Könige von Israel.“ (2 Chr 28,27) |
| Hiskia         | 54          |                   | 2 Kön 20,21 | „Und sie begruben ihn, wo man hinaufgeht zu den Gräbern der Söhne Davids.“ (2 Chr 32,33) |
| Manasse        | 67          |                   | „Und Manasse legte sich zu seinen Vätern und wurde begraben im Garten an seinem Hause, im Garten Usas.“ (2 Kön 21,18)                                                            | „Und sie begruben ihn in seinem Hause“. (2 Chr 33,20) |
| Amon           | 24          | Mord              | „Und man begrub ihn in seinem Grabe im Garten Usas“. (2 Kön 21,26) | |
| Josia          | 39          | Kampfverletzungen | „Und seine Knechte brachten den Toten von Megiddo und führten ihn nach Jerusalem und begruben ihn in seinem Grabe“. (2 Kön 23,30)                                                | |
| Jojakim        | 36          |                   | 2 Kön 24,6 | |

## Antike Königsgräber- und Davidsgrab-Traditionen
In der Perserzeit wurden „die Gräber Davids“ (aramäisch קִבְרֵי דָויִד ḳivre daṿid Neh 3,16 ) auf den südöstlichen Terrassen der Davidsstadt lokalisiert. Damit stimmen die Vitae Prophetarum (1,6–7) überein, die das „Grab der Könige“ (τάφος τῶν βασιλέων) am östlichen Rand des Sporns lokalisieren.
In hellenistischer Zeit kam die Sitte auf, das Grab von Stadtgründern „mit einem prächtigen Grabdenkmal, das zugleich Schatzkammer war“ zu ehren. Deshalb richtete sich das Interesse ganz auf ein Königsgrab, dasjenige Davids.
Flavius Josephus schreibt, dass das Grab Davids (Δαυίδου τάφος) von Johannes Hyrkanos geöffnet worden sei, der daraus 3.000 Talente Silber entnommen habe, um Antiochos VII. zum Abbruch der Belagerung Jerusalems zu bewegen. Herodes habe die Anlage „als monumentales Heroon“ ausbauen lassen. Cassius Dio schreibt, dass dieses Grab während des Bar-Kochba-Aufstandes eingestürzt sei.
Danach geht die Tradition der Königsgräber in Jerusalem verloren; in byzantinischer Zeit lokalisierte man das Grab von David und Salomo in Bethlehem. Man zeigte es schon dem Pilger von Bordeaux: „Nicht weit von dort (der konstantinischen Geburtskirche) ist das Grab von Ezechiel, Asaf, Ijob, Jesse, David und Salomo. Die Namen sind auf Hebräisch an die Wand geschrieben, dort wo man in die Höhle hinabsteigt.“
Ohne antike Tradition ist das sogenannte Davidsgrab auf dem Südwesthügel. Es geht auf die Kreuzfahrerzeit zurück.

## Archäologie
Félicien de Saulcy legte im Winter 1850/51 nördlich der Jerusalemer Altstadt ein zwar bekanntes, aber teilweise verschüttetes antikes Hypogäum frei, das er mit der Nekropole der Könige von Juda identifizierte. Man hält diese Anlage heute aber aufgrund der Angaben bei Flavius Josephus allgemein für die Grablege der Herrscher von Adiabene. Sie ist unter dem Namen Tombeau des Rois Eigentum des französischen Staates.
Raymond Weill führte 1913/1914 Ausgrabungen in der Davidsstadt durch. Baron de Rothschild hatte hierzu ein Gelände am östlichen Abhang des Jerusalemer Südosthügels erworben. Weill vermutete aufgrund der antiken Quellen im Süden dieses Areals die Gräber der Könige von Juda. Dieser Bereich wurde später als Steinbruch genutzt. Er fand zwei Felsstollen und sechs Felskammern oder Grotten. Damit glaubte er, die eisenzeitliche Nekropole gefunden zu haben. In vier der Kammern wurden Bestattungen nachgewiesen, in mindestens einer auch Keramik der Eisenzeit IIB. Weiter oberhalb entdeckte Weill zwei Stollen und eine Grabkammer, die er aufgrund ihrer Größe für ein Königsgrab hielt; sie war aber vollständig leer. In einer weiteren Kampagne 1923–1924 fand Weill eine Anlage aus zwei rechteckigen Felskammern, die mit einem Rundbogen verbunden waren und nur von oben durch Schächte zugänglich waren. Weills Deutung als königliche Nekropole wurde von der Mehrheit der Archäologen abgelehnt, die eine alternative Deutung der Befunde als Zisternen vorschlugen. David Ussishkin verglich die feiner gearbeiteten Gräber der eisenzeitlichen judäischen Oberschicht in Silwan und urteilte, dass Könige wohl nicht in den roh ausgehauenen Gräbern bestattet wurden, die Weill ausgegraben hatte. Es kann sich bei Weills Befunden wegen der Ähnlichkeit mit Gräbern in Hazor und Byblos aber auch um Grabanlagen der Mittleren oder Späten Bronzezeit handeln.
Andere Lokalisierungen der königlichen Nekropole wurden vorgeschlagen, blieben aber Einzelstimmen: im Gräberfeld von Silwan (Reifenberg, 1948), nördlich der Altstadt im Gräberfeld des Dominikanerklosters bei der Stephanuskirche (Barkay und Kloner, 1986).